# CBS 30th Street Studio
CBS 30th Street Studio, також відома як Columbia 30th Street Studio, або «The Church» — колишня американська студія звукозапису, яка належала Columbia Records і працювала з 1948 до 1981 року. Вона розташовувалась за адресою: 207 East 30th Street, між Другою та Третьою авеню в Мангеттені, Нью-Йорк.
Студія фактично включала дві звукові зали Columbia — «Studio C» та «Studio D». Дехто в музичній індустрії вважав її найкращим місцем для запису свого часу, тоді як інші називали її найвидатнішою студією звукозапису в історії.
У студії записано численні альбоми у різних жанрах, зокрема S Wonderful! (1956) Рея Конніфа, Kind of Blue (1959) і In a Silent Way (1969) Майлза Девіса, West Side Story Леонарда Бернстайна (1957), Theme from A Summer Place (1959) Персі Фейта, Chicago Transit Authority (1969), Chicago (1970) та Chicago III (1971) гурту Chicago, The Wall (1979) гурту Pink Floyd, а також пісню «New York, New York» Френка Сінатри.

## Колишня будівля та історія церкви
Ця будівля спочатку була Меморіальною пресвітеріанською церквою Адамса-Паркхерста, місією Медісон-скверської пресвітеріанської церкви, спроєктованою архітектором Дж. Клівлендом Кейді, і була освячена 28 березня 1875 року. Протягом років будівлю використовували різні групи, зокрема німецька лютеранська громада, Вірменська євангельська церква (1896—1921) та радіостанція WLIB (1944—1952).

## Звукозаписна студія
Будівля слугувала церквою протягом багатьох років, але згодом була закинута й стояла порожня. У 1948 році Columbia Records перетворила її на студію звукозапису.
«Це була одна велика кімната, і не було іншого місця для запису», — писав Джон Маркс у статті для журналу Stereophile у 2002 році.
Студія мала розміри приблизно 97 футів завдовжки та 55 футів завширшки, з висотою стелі 50 футів. Оригінальна контрольна кімната (розміром 8 на 14 футів) розташовувалася на другому поверсі, але згодом її перенесли на перший поверх.
«Ця кімната була величезною, а її акустика неймовірною», — згадує звукотехнік Джим Рівз, який працював у студії. «Я був натхненний, — додає він, — не лише мистецьким рівнем роботи, а й тим, наскільки чистою була звукова система».
Один із виконавчих продюсерів CBS Records відзначив унікальні й різноманітні акустичні властивості колишньої церкви, написавши, що студія «відлунює славою симфонічного оркестру, сяє ясністю відточеного виконання на фортепіано та охоплює захопленість бродвейського складу у повному голосі».

## Музичні виконавці
Багато відомих музикантів із різних жанрів записували свої найзнаковіші роботи в студії 30th Street.
Альбом Bach: The Goldberg Variations канадського піаніста-класика Гленна Гульда, записаний у студії у 1955 році, став його дебютною платівкою. Це була інтерпретація «Гольдбергівських варіацій» Йоганна Себастьяна Баха (BWV 988), яка запустила міжнародну кар'єру Гульда та стала одним із найвідоміших записів фортепіанної музики. 29 травня 1981 року в цій студії Гульд записав другу версію «Гольдбергівських варіацій», за рік до своєї смерті. Цей запис став останньою сесією в історії студії.
Серед записів Людвіга ван Бетховена у виконанні Рудольфа Серкіна, в студії 30th Street були створені сонати № 1, 6, 12, 13, 16, 21 (Вальдштейнська), 30, 31 та 32, між 1967 і 1980 роками. У цій студії Володимир Горовиць записав усю свою студійну дискографію Masterworks (спершу Columbia, згодом Sony Classical) з 1962 по 1964 роки та з 1969 по 1973 роки. Серед інших класичних музикантів, які працювали в студії, були Ігор Стравинський, Леонард Бернстайн і Бруно Вальтер.
Джазовий трубач Майлз Девіс майже виключно записувався в студії 30th Street під час співпраці з Columbia, зокрема його альбом Kind of Blue (1959). Інші джазові виконавці, які записувалися тут, включають Дюка Еллінгтона, Діззі Гіллеспі, Телоніуса Монка, Дейва Брубека, Чарльза Мінґуса та Біллі Голідей (альбом Lady in Satin з Реєм Еллісом, 1958).
Госпел-співачка Махалія Джексон записала багато своїх альбомів у «The Church», включно з її різдвяним альбомом Sweet Little Jesus Boy (1955).
Каліфорнійський композитор і піонер мінімалізму Террі Райлі записав як свою знакову композицію In C (1968), так і спільний альбом із Джоном Кейлом Church of Anthrax (1971) у цій студії.
У 1964 році Боб Ділан разом із продюсером Томом Вілсоном експериментували зі злиттям рок- і фолк-музики. Перший невдалий тест передбачав накладення «ранньої рок-н-рольної» стилістики у стилі Фетса Доміно на раніше записану акустичну версію «House of the Rising Sun». Це відбулося у грудні 1964 року в студії 30th Street, але ідею швидко відкинули. Згодом Вілсон використав подібну техніку накладення електричного супроводу на акустичний запис у пісні Саймона і Гарфанкела «The Sound of Silence».

## Закриття
Економічний спад на початку 80-х, поєднаний із високими витратами на утримання енергоємної старої будівлі церкви, став початком кінця для студії.
Columbia Records не змогла викупити будівлю (за оцінювану суму в $250,000; еквівалент $790,000 з урахуванням інфляції), коли вони відмовилися від контрактів зі студією у 1982 році. Columbia відчувала обмеження через правила, встановлені власником, зокрема закриття студії о 10 або 11 вечора. Після цього власник продав будівлю за $1,2 мільйона, і її швидко викупили повторно за $4,5 мільйона ($14 мільйонів з урахуванням інфляції).
Будівлю згодом було знесено. На її місці в 1985 році звели 10-поверховий житловий будинок під назвою «The Wilshire».

## Книги
- Simons, David (2004). Studio Stories - How the Great New York Records Were Made. San Francisco: Backbeat Books. ISBN 9780879308179. Cf. especially, p. 23-24 with an article on «The Church» and elsewhere in the book.